# Fundulus escambiae
Fundulus escambiae är en fiskart som först beskrevs av Bollman, 1887.  Fundulus escambiae ingår i släktet Fundulus och familjen Fundulidae. Inga underarter finns listade i Catalogue of Life.